# Ньето, Джейми
Джейми Ньето (англ. Jamie Earl "James" Nieto; род. 2 ноября 1976, Сиэтл, США) — американский легкоатлет, прыгун в высоту. Серебряный призёр Панамериканских игр (2003). Многократный призёр чемпионатов США.

## Биография
Родился 2 ноября 1976 года в Сиэтле, штат Вашингтон. Окончил среднюю школу Вейли в Сакраменто (Калифорния), Городской колледж Сакраменто и Университет восточного Мичигана.
Тренировался в клубе «New York Athletic Club». Тренер — Клифф Ровелто.

## Спортивная карьера

### Панамериканские игры 2003
Завоевал серебряную медаль. Результат: 2,28 метра.

### Чемпионат мира 2003
В квалификации занял 3-е место с результатом 2,29 метра. Вышел в финал. В финале занял 7-е место с результатом 2,29 метра.

### Олимпийские игры 2004
В квалификации занял 1-е место с результатом 2,28 метра. Вышел в финал. В финале занял 4-е место с результатом 2,34 метра. Установил личный рекорд.

### Чемпионат мира 2007
В квалификации занял 8-е место с результатом 2,26 метра. Не смог выйти в финал.

### Олимпийские игры 2012
В квалификации занял 7-е место с результатом 2,26 метра. Вышел в финал. В финале занял 6-е место с результатом 2,29 метра.
В 2013 году завершил карьеру.

## После завершения карьеры
Снялся в нескольких фильмах и сериалах.
Работал тренером в Тихоокеанском университете Азусы.

### Травма
В апреле 2016 года, во время одной из тренировок, неудачно приземлился после выполнения сальто назад. Был парализован. Перенёс операцию на позвоночнике. В октябре 2016 года сделал первые шаги с помощью ходунков. Летом 2017 года, на собственной свадьбе, сделал первые шаги без помощи ходунков или трости.

## Личные рекорды

### На открытом воздухе
| Результат (м) | Город, страна | Дата            | Прим. |
| ------------- | ------------- | --------------- | ----- |
| 2,34          | Афины, Греция | 22 августа 2004 |       |

### В помещении
| Результат (м) | Город, страна      | Дата            | Прим. |
| ------------- | ------------------ | --------------- | ----- |
| 2,32          | Вайнхайм, Германия | 11 февраля 2004 |       |

## Достижения
| Год  | Соревнование                           | Город, страна                           | Место   | Результат (м) |
| ---- | -------------------------------------- | --------------------------------------- | ------- | ------------- |
| 2001 | Чемпионат США в помещении 2001         |                                         | 2       | 2,22          |
| 2003 | Чемпионат США 2003                     |                                         | 1       | 2,3           |
| 2003 | Панамериканские игры 2003              | Санто-Доминго, Доминиканская Республика | 2       | 2,28          |
| 2003 | Чемпионат мира 2003                    | Париж, Франция                          | 7       | 2,29          |
| 2003 | Всемирный легкоатлетический финал 2003 | Монако                                  | 3       | 2,3           |
| 2004 | Чемпионат США 2004                     |                                         | 1       | 2,33          |
| 2004 | Чемпионат США в помещении 2004         |                                         | 1       | 2,3           |
| 2004 | Чемпионат мира в помещении 2004        | Будапешт, Венгрия                       | 9       | 2,2           |
| 2004 | Олимпийские игры 2004                  | Афины, Греция                           | 4 — PB  | 2,34          |
| 2004 | Всемирный легкоатлетический финал 2004 | Монако                                  | 4       | 2,27          |
| 2005 | Чемпионат США в помещении 2005         |                                         | 2       | 2,24          |
| 2007 | Чемпионат США 2007                     |                                         | 2       | 2,24          |
| 2007 | Чемпионат США в помещении 2007         |                                         | 3       | 2,23          |
| 2007 | Чемпионат мира 2007                    | Осака, Япония                           | 8 (кв.) | 2,26          |
| 2008 | Чемпионат США 2008                     |                                         | 2       | 2,27          |
| 2008 | Чемпионат США в помещении 2008         |                                         | 3       | 2,25          |
| 2008 | Всемирный легкоатлетический финал 2008 | Штутгарт, Германия                      | 7       | 2,22          |
| 2010 | Чемпионат США 2010                     |                                         | 3       | 2,23          |
| 2012 | Чемпионат США 2012                     |                                         | 1       | 2,28          |
| 2012 | Олимпийские игры 2012                  | Лондон, Великобритания                  | 6       | 2,29          |

## Семья
Женился летом 2017 года. Супруга — Шевон Стоддарт, ямайская легкоатлетка, специализирующаяся на беге с барьерами.